# Grimmia serrana
Grimmia serrana là một loài Rêu trong họ Grimmiaceae. Loài này được J. Muñoz, Shevock & D.R. Toren mô tả khoa học đầu tiên năm 2002.